# Canon de 76 mm M1

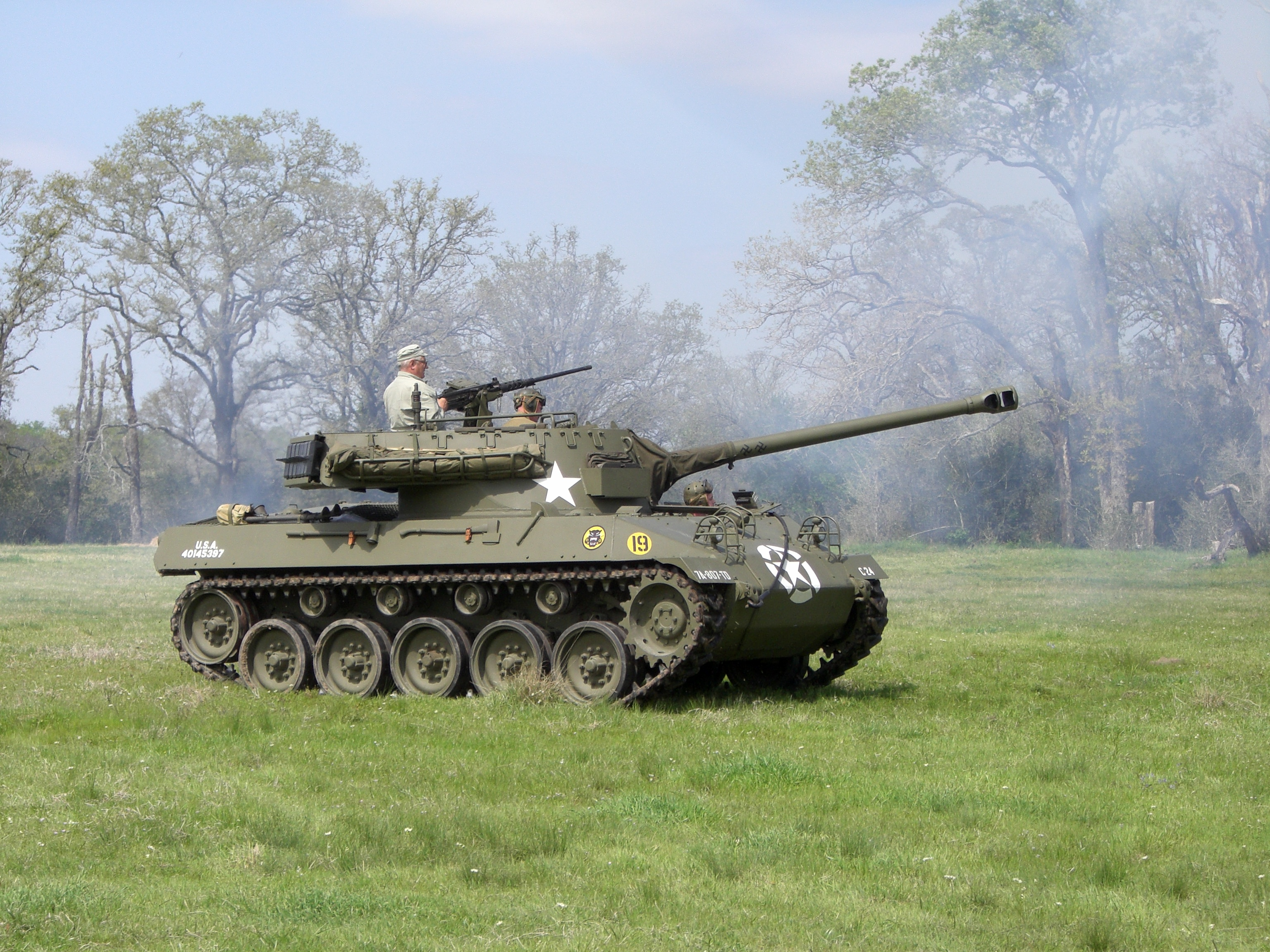
Char M18 avec canon M1

Le canon de 76 mm M1, désigné en anglais 76 mm gun M1, est un canon de chars, de calibre 76 mm, et d'origine américaine des années 1940. Il équipe notamment certaines versions du char moyen M4 Sherman et le chasseur de char M18 Hellcat.